# 仁川桂陽警察署
仁川桂陽警察署（インチョンケヤンけいさつしょ）は、仁川地方警察庁所管の警察署である。

## 管轄区域
- 桂陽区

## 沿革
- 1994年1月31日 - 西部警察署と富平警察署から分離して桂陽警察署として開署。
- 2001年12月27日 - 仁川桂陽警察署に改称。

## 組織
- 警務課
- 生活安全課
- 警備交通課
- 刑事課
- 捜査課
- 情報保安課
- 女性青少年課

## 管轄地区隊
- 桂山地区隊
- 暁星地区隊
- 桂陽山地区隊

## 管轄派出所
- 場基派出所
- 桂山1派出所